# Villa Minerva
Die Villa Minerva liegt in der Karl-Liebknecht-Straße 12 im Stadtteil Niederlößnitz der sächsischen Stadt Radebeul. Sie wurde 1889/1890 nach einem Entwurf des Architekten Carl Käfer für den Bauunternehmer Heinrich Winkler errichtet.

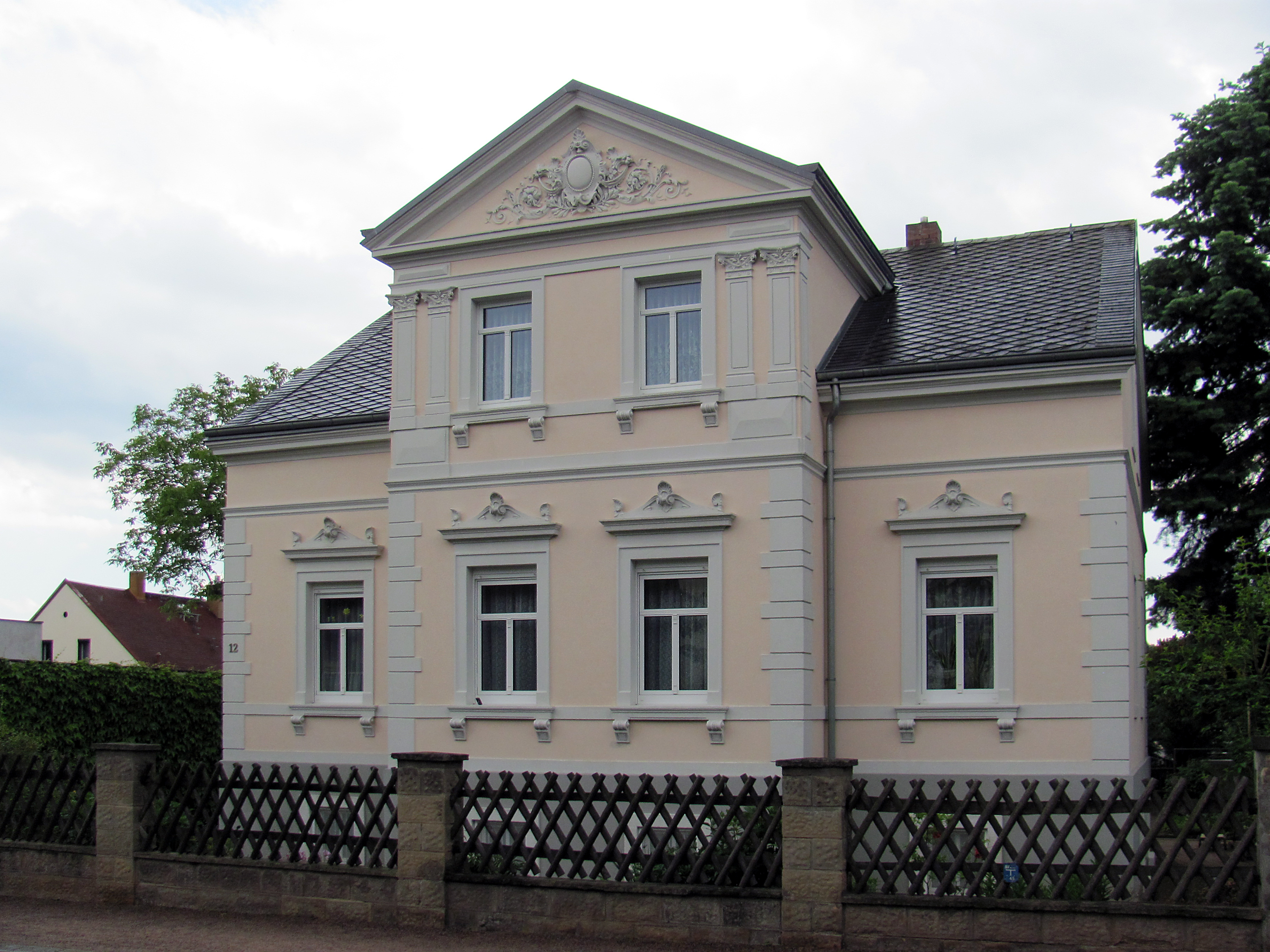
Villa Minerva

## Beschreibung
Die unter Denkmalschutz stehende landhausartige Villa ist ein kleineres, anderthalbgeschossiges Gebäude mit einem schiefergedeckten Satteldach über einem Drempel, das auf einem Souterraingeschoss steht.
In der traufständigen Straßenansicht steht ein zweigeschossiger Mittelrisalit mit einem Dreiecksgiebel, dessen Giebelfeld durch Stuck geschmückt wird. Das vor dem Dachgeschoss stehende Obergeschoss des Risalits wird durch eine Pilastergliederung verziert. Die verputzten Fassaden werden durch Eckquaderungen und Gesimse gegliedert. Die Fenster werden durch Sandsteinrahmen mit Sohlbänken auf Konsolen und Verdachungen eingefasst. Die zwischenzeitlich verlorenen Stuckverzierungen über den Horizontalverdachungen des Erdgeschosses wurden jüngst wiederhergestellt.